# Nezavisni (politika)
Nezavisni ili nestranački političar je pojedinac koji ne pripada nijednoj političkoj stranki. 
Nezavisni političar može odražavati centristički stav između glavnih političkih stranaka ili ekstremnih stajališta, koja ne zastupa niti jedna velika stranka, ili mogu imati stav zasnovan na pitanjima za koja smatraju da im velike političke stranke ne posvećuju dovoljno pažnje. Drugi nezavisni političari povezani su s političkim strankama, mogu biti njihovi bivši članovi, koji su odabrali da ne stoje pod stranačkom etiketom. Treća kategorija nezavisnih su oni koji mogu pripadati ili podržavati političku stranku, ali vjeruju da ne bi trebalo formalno da je zastupaju i tako budu predmet njene politike. Konačno, neki nezavisni političari mogu formirati političku stranku za potrebe kandidiranja za javnu funkciju.